# Tupolev Tu-22
O Tupolev Tu-22 (Designação da OTAN: Blinder) foi um avião bombardeiro, desenvolvido pela União Soviética. Produzida pela empresa Tupolev, o Tu-22 entrou em serviço na década de 1960, sendo que seus últimos exemplares foram aposentados nos anos 90. Produzido em pequena quantidade, a aeronave decepcionou, tanto no número de vendas quanto em suas capacidades. No fim de sua vida,vários Tu-22 foram usados para testes para lançamento de mísseis AS-4. Ele também foi usado como avião de reconhecimento.
Entre os usuários internacionais incluíam a Líbia e o Iraque. O Tu-22 foi, na verdade, um dos poucos bombardeios soviéticos a participar de combate. Os líbios, sob a liderança de Muammar Gaddafi, o usaram numa guerra contra a Tanzânia e contra o Chade. O Iraque de Saddam Hussein usou Tu-22s na guerra contra o Irã.

## Variantes
- Tu-22B (Blinder-A)
- Tu-22R (Blinder-C)
- Tu-22RD
- Tu-22RK
- Tu-22RDK
- Tu-22RDM
- Tu-22P (Blinder-E)
- Tu-22PD
- Tu-22K (Blinder-B)
- Tu-22KD
- Tu-22KP
- Tu-22KPD
- Tu-22U (Blinder-D)
- Tu-22UD